# Mi gato endemoniado
Mi gato endemoniado en España El encantador de gatos (título en inglés, My Cat from Hell) es un reality show estadounidense transmitido por el canal restringido Animal Planet, estrenado en mayo de 2011. Es presentado por Jackson Galaxy, un psicólogo conductista experto en gatos — por las mañanas; es músico de noche —, que visita las casas de los dueños de gatos, para resolver conflictos o problemas de comportamiento entre los propietarios y sus gatos o entre los animales domésticos.
La serie presentó su séptima temporada en abril de 2017, extendiéndose hasta julio de ese año.

## Filosofía
Jackson Galaxy cree que puede ayudar a cualquier “gato problemático” —siempre que sus guardianes humanos siguen los consejos que ofrece—, y que la mayoría de los problemas de comportamiento son resultado bien de los desencadenantes en el entorno del gato o de un manejo indebido del gato por los seres humanos.
Jackson enseña que los gatos son territoriales, que necesitan espacios dentro de los hogares que puedan llamar suyos, y que envían señales cuando ya no desean ser acariciados, una condición a la que se refiere como «sobreestimulación». A los gatos no les gusta verse acorralados, y arremeten cuando son sobreestimulados. Algunos gatos (a los que llama “gatos arborícolas”) se comportan mejor cuando tienen acceso a las perchas sobre el suelo, y con frecuencia da instrucciones a los propietarios de este tipo de gatos para instalar caminos sin cierres, con el fin de proporcionar a estos gatos con el bienestar psicológico de las rutas de escape.
Jackson no cree que a los gatos se les deban quitar las garras quirúrgicamente, dada la creencia de que los animales sufren por ello. En el episodio 5 de la temporada 2, "Cat Fight!", dijo que los gatos se vuelven híper-conscientes de las armas que les quedan, ir directamente a las garras (si éstas no se han eliminado) y los dientes, porque eso es lo que tienen para luchar. Más tarde en la vida, sufren mucho más la artritis. En lugar de desagarrar, se anima a los propietarios a utilizar garras blandas o garras de vinilo que cubren las garras en lugar de remover las garras.